# Made in the A.M.
Made in the A.M. es el quinto y último álbum de estudio de la boy band británico-irlandesa, One Direction, publicado el 13 de noviembre de 2015, por Columbia Records y Syco Music. El álbum es el primero del grupo sin el exmiembro de la banda Zayn Malik, quien dejó el grupo en marzo de 2015, y es la última antes de entrar en su receso en 2016.  El álbum fue precedido por los sencillos de éxito internacional "Drag Me Down", publicado el 30 de junio de 2015, y "Perfect", publicado el 15 de septiembre de 2015.
Tras su lanzamiento, el disco recibió críticas favorables de los críticos. Debutó en el número uno en las listas británicas con 93,189 copias, y en el número dos en los EE. UU. Billboard 200, con 402.000 en su primera semana de ventas. En su primera semana, las ventas del álbum fueron superiores a las del disco anterior, FOUR, que amasó una venta de apertura de 387.000 en 2014, rompiendo una tendencia que se tenía prevista en cuanto a que las ventas de álbumes iba en retroceso. Además, Made in the A.M. es el segundo álbum más rápidamente vendido de 2015 en el Reino Unido, sólo superado por 25, de Adele una semana después del lanzamiento del álbum.
Made in the A.M. es el último disco del grupo antes de su separación.

## Sencillos
El primer sencillo Drag Me Down fue todo un éxito comercial ganando el puesto número uno en la lista de popularidad del Reino Unido y la lista de ventas de los Estados Unidos que son las posiciones más altas conseguidas en dichos ranking de la banda; igualando a What Makes You Beautiful, Little Things canción de One Direction Little Things y One Way or Another (Teenage Kicks) en el caso británico, y a Live While We're Young y Best Song Ever en el americano.cita requerida También consiguió la posición de honor en otros grandes mercados musicales como Australia, Francia, Nueva Zelanda, Irlanda, Brasil, Perú, Argentina, Colombia y Bolivia de igual manera que logró ser un "Top Ten" en prácticamente todo el planeta.cita requerida
El 22 de septiembre la banda lanzó la canción «Infinity» como sencillo promocional a través de iTunes y Apple Music junto con la pre-ordenanza del álbum. Está escrita y producida por John Ryan, Julian Bunetta y Jamie Scott. cita requerida.
Harry Styles y Liam Payne anunciaron Perfect como segundo sencillo del álbum a través de sus cuentas de Twitter éste salió el 16 de octubre, además avisaron que el video ya había sido grabado.
Además "Infinity", fue más tarde confirmado como tercer sencillo del álbum, pero decidieron cambiarlo a «History» por las reacciones de las fanes.

## Recepción de la crítica
Made in the A.M.  ha recibido críticas generalmente positivas de los expertos de música. En Metacritic, que asigna una calificación "media ponderada" de cada 100 de las calificaciones y comentarios de la prensa de corrientes independientes, el álbum recibió una Metascore de 75, basado en 11 revisiones, lo que indica "críticas generalmente favorables."
Neil McCormick de The Daily Telegraph encontró que un "ligero tono de cansancio puede haber deslizado en letras de 1D con canciones sobre rupturas y anhelo para el hogar", pero llegó a la conclusión de que la música se mantiene como un "himno, de ritmo rápido, estallido superior, con el canto elegante, estructura y ganchos de oreja de tornillo sin fin y coros de radio-que revienta." A pesar de que Kenneth Partridge de la revista Billboard declarara que el álbum" podría ser de la banda de Abbey Road "y le otorgó cuatro estrellas, también criticó al grupo como una " máquina prefabricada de centenarios de pop "que se produce en serie" canciones de amor repetitivo que rara vez se sienten personal o miran más allá de "su" mundo de goma de mascar sellada al vacío ". En una reseña de Rolling Stone, el editor Rob Sheffield pensó que el álbum es" la versión de 1D de la canción Let It Be, el tipo de registro del grupo de pop, más grande del mundo que hace que cuando llega el momento de decir "gracias por los recuerdos ". Acerca del sonido del álbum, señaló que se "persigue el ambiente del rock Midnight Memories y Four" Leah Greenblatt de Entertainment Weekly complementa el disco por ser "otra colección hábil de brillantes himnos"

## Rendimiento comercial
En el Reino Unido, Made in the A.M. debutó en el número uno en las listas británicas con los demás álbumes, en su primera semana de ventas logró recaudar 93 189 unidades vendidas, convirtiéndose en su cuarto álbum en el Top de las Listas y el álbum más rápidamente vendido de 2015 hasta ese momento, superando a Justin Bieber. El álbum fue certificado de plata por la Industria Fonográfica Británica (BPI) en su primera semana, y certificado Platino el 1 de enero de 2016, que denota la venta de 300 000 copias. El álbum debutó en el número dos en el Billboard 200 con 459 000 unidades de álbum (de los cuales 402 000 fueron ventas tradicionales), convirtiéndose en el primer disco de la banda que fallen en debutar en el número uno. A partir de enero de 2016, el álbum ha vendido un total de 743 000 copias en los Estados Unidos. Made in the A.M. fue el quinto álbum más vendido del 2015, con ventas de 2.4 millones de copias mundialmente, de acuerdo a la Federación Internacional de la Industria Fonográfica (IFPI).

## Lista de canciones
| Made in the A.M. – Standard edition |                              |                                                                                           |                                  |          |  |
| N.º                                 | Título                       | Escritor(es)                                                                              | Producer(s)                      | Duración |  |
| 1.                                  | «Hey Angel»                  | Julian Bunetta John Ryan Ed Drewett                                                       | Bunetta Ryan                     | 4:00     |  |
| 2.                                  | «Drag Me Down»               | Bunetta Jamie Scott Ryan                                                                  | Bunetta Ryan                     | 3:12     |  |
| 3.                                  | «Perfect»                    | Bunett Ryan Jacob Kasher Jesse Shatkin Maureen Anne McDonald Harry Styles Louis Tomlinson | Bunetta Shatkin Afterhrs         | 3:50     |  |
| 4.                                  | «Infinity»                   | Bunetta Scott Ryan                                                                        | Bunetta Ryan                     | 4:09     |  |
| 5.                                  | «End of the Day»             | Wayne Hector Ryan Drewett Bunetta Tomlinson Liam Payne Kasher LunchMoney Lewis            | Bunetta Ryan                     | 3:14     |  |
| 6.                                  | «If I Could Fly»             | Johan Carlsson Ross Golan Styles                                                          | Carlsson Noah "Mailbox" Passovoy | 3:50     |  |
| 7.                                  | «Long Way Down»              | Bunetta Scott Payne Ryan Tomlinson                                                        | Bunetta Ryan                     | 3:12     |  |
| 8.                                  | «Never Enough»               | Bunetta Scott Ryan Niall Horan                                                            | Bunetta Ryan                     | 3:33     |  |
| 9.                                  | «Olivia»                     | Bunetta Ryan Styles                                                                       | Bunetta Ryan                     | 2:57     |  |
| 10.                                 | «What a Feeling»             | Payne Scotz Daniel Bryer Mike Needle Tomlinson                                            | Scott                            | 3:20     |  |
| 11.                                 | «Love You Goodbye»           | Bunetta Tomlinson Kasher                                                                  | Payne Bunetta                    | 3:16     |  |
| 12.                                 | «I Want to Write You a Song» | Bunetta Ryan Ammar Malik                                                                  | Bunetta Ryan                     | 2:59     |  |
| 13.                                 | «History»                    | Hector Ryan Drewett Payne Bunetta Tomlinson                                               | Bunetta Ryan                     | 3:07     |  |

| Made in the A.M. – Deluxe Edition (bonus tracks) |                       |                                                          |                  |          |  |
| N.º                                              | Título                | Escritor(es)                                             | Producer(s)      | Duración |  |
| 14.                                              | «Temporary Fix»       | Hector TMS Horan                                         | TMS              | 2:55     |  |
| 15.                                              | «Walking in the Wind» | Bunetta Scott Ryan Styles                                | Bunetta Ryan     | 3:22     |  |
| 16.                                              | «Wolves»              | Will Champlin Andrew Haas Payne Ian Franzino Horan       | Bunetta Afterhrs | 4:01     |  |
| 17.                                              | «A.M.»                | Tomlinson Payne Horan Styles Hector Ryan Drewett Bunetta | Bunetta Ryan     | 3:29     |  |

| Made in the A.M. – iTunes deluxe edition (bonus videos) |                                                          |          |  |
| N.º                                                     | Título                                                   | Duración |  |
| 18.                                                     | «Backstage at the Apple Music Festival 2015»             | 5:52     |  |
| 19.                                                     | «Drag Me Down» (Live from the Apple Music Festival 2015) | 3:04     |  |

| Made in the A.M. – Japanese edition (bonus tracks) |                                  |                                                 |                           |          |  |
| N.º                                                | Título                           | Escritor(es)                                    | Producer(s)               | Duración |  |
| 18.                                                | «Home»                           | Scott Tomlinson Payne                           | Scott Daniel Bryer Needle | 3:14     |  |
| 19.                                                | «Night Changes» (Afterhrs remix) | Bunetta Scott Ryan Tomlinson Payne Horan Styles | Bunetta Ryan Afterhrs     | 3:40     |  |

## Créditos adicionales
(Créditos tomados de la libreta de Notas de Made in the A.M.)
- Todos las masterizaciones fueron hechas por Tom Coyne en Sterling Sound, Nueva York
- Reina de las voces - Helene Horlyck
- Director de arte - Kate Moross
- Fotógrafo - Sven Jacobsen
- Diseño - Estudio Moross

## Posicionamiento
| Lista (2015)                          | Mejor posición |
| ------------------------------------- | -------------- |
| Argentine Albums (CAPIF)              | 1              |
| Australia (ARIA)                      | 2              |
| Austria (Ö3 Austria)                  | 2              |
| Bélgica (Ultratop flamenca)           | 1              |
| Bélgica (Ultratop valona)             | 3              |
| Brazilian Albums (ABPD)               | 4              |
| Canadá (Billboard Canadian Albums)    | 2              |
| República Checa (ČNS IFPI)            | 3              |
| Dinamarca (Hitlisten)                 | 4              |
| Países Bajos (Album Top 100)          | 3              |
| Finlandia (Suomen Virallinen Lista)   | 1              |
| Francia (SNEP)                        | 4              |
| Alemania (Media Control Charts)       | 2              |
| Grecia (IFPI)                         | 1              |
| Hungría (MAHASZ)                      | 2              |
| Irlanda (IRMA)                        | 1              |
| Italia (FIMI)                         | 1              |
| Japón (Oricon)                        | 3              |
| Corea del Sur (Circle) Deluxe version | 24             |
| Corea del Sur (Gaon) Deluxe version   | 2              |
| Mexican Albums (AMPROFON)             | 1              |
| Nueva Zelanda (Recorded Music NZ)     | 2              |
| Noruega (VG-lista)                    | 2              |
| Polonia (ZPAV)                        | 1              |
| Portugal (AFP)                        | 1              |
| South African Albums (RISA)           | 5              |
| España (PROMUSICAE)                   | 1              |
| Suecia (Sverigetopplistan)            | 2              |
| Suiza (Schweizer Hitparade)           | 1              |
| Reino Unido (UK Albums Chart)         | 1              |
| Reino Unido (UK Album Downloads)      | 2              |
| Estados Unidos (Billboard 200)        | 2              |

| Lista (2015)              | Posición |
| ------------------------- | -------- |
| Australian Albums (ARIA)  | 9        |
| Dutch Albums (MegaCharts) | 23       |
| Hungarian Albums (MAHASZ) | 31       |
| Irish Albums (IRMA)       | 12       |
| Italian Albums (FIMI)     | 18       |
| Mexican Albums (AMPROFON) | 3        |
| New Zealand Albums (RMNZ) | 28       |
| UK Albums (OCC)           | 14       |

## Certificaciones
| País   | Organismo certificador | Certificación | Ventas certificadas | Ref.   |
| ------ | ---------------------- | ------------- | ------------------- | ------ |
| México | AMPROFON               | 3× Platino    | 180,000             | [ 70 ] |

## Fecha de lanzamiento
| País          | Fecha                   | Formato(s)                 | Discográfica  | Edición(s)      | Ref.   |
| ------------- | ----------------------- | -------------------------- | ------------- | --------------- | ------ |
| Todo el Mundo | 13 de noviembre de 2015 | CD Descarga digital Vinilo | Columbia Syco | Standard Deluxe | [ 71 ] |